# Довер (Кентуккі)
Довер (англ. Dover) — місто (англ. city) в США, в окрузі Мейсон штату Кентуккі. Населення — 221 особа (2020).

## Географія
Довер розташований за координатами 38°45′24″ пн. ш. 83°53′18″ зх. д. / 38.75667° пн. ш. 83.88833° зх. д. (38.756615, -83.888307).  За даними Бюро перепису населення США в 2010 році місто мало площу 1,16 км², з яких 1,12 км² — суходіл та 0,05 км² — водойми.

## Демографія
Згідно з переписом 2010 року, у місті мешкали 252 особи в 95 домогосподарствах у складі 74 родин. Густота населення становила 216 осіб/км².  Було 110 помешкань (94/км²).
Расовий склад населення:
| - 95,6 % — білих - 2,4 % — чорних або афроамериканців |

До двох чи більше рас належало 2,0 %. Частка іспаномовних становила 0,8 % від усіх жителів.
За віковим діапазоном населення розподілялося таким чином: 24,2 % — особи молодші 18 років, 55,6 % — особи у віці 18—64 років, 20,2 % — особи у віці 65 років та старші. Медіана віку мешканця становила 41,6 року. На 100 осіб жіночої статі у місті припадало 106,6 чоловіків;  на 100 жінок у віці від 18 років та старших — 92,9 чоловіків також старших 18 років.
Середній дохід на одне домашнє господарство  становив 48 131 долар США (медіана — 44 531), а середній дохід на одну сім'ю — 51 690 доларів (медіана — 55 000). За межею бідності перебувало 13,8 % осіб, у тому числі 28,3 % дітей у віці до 18 років та 2,3 % осіб у віці 65 років та старших.
Цивільне працевлаштоване населення становило 80 осіб. Основні галузі зайнятості: виробництво — 18,8 %, освіта, охорона здоров'я та соціальна допомога — 18,8 %, будівництво — 16,3 %, мистецтво, розваги та відпочинок — 15,0 %.